# David Aubert
Pour les articles homonymes, voir Aubert.
David Aubert est un chroniqueur, compilateur et copiste flamand-bourguignon vraisemblablement né à Hesdin dans la première moitié du XVe siècle.

## Éléments de biographie
Sa famille serait originaire de Cassel. Son père, Jean Ier Aubert, est maître de la Chambre aux deniers de Marguerite de Flandre, puis auditeur de la Chambre des comptes à Lille à partir de 1433 ; son frère Jean II Aubert est conseiller du duc de Bourgogne. C'est grâce à lui que David est attaché à la cour ducale, la suivant dans ses déplacements comme l'attestent les colophons de ses manuscrits, tout en ayant son port d'attache à Bruges. 
Il réalise pour Philippe le Bon un nombre considérable de manuscrits luxueux (compilations, copies, mises en prose) .

## Œuvre
Deux ensembles dominent son travail :
- Chroniques et conquestes de Charlemaine (en prose), compilation achevée en 1458, commanditée par Jean de Créquy qui lui confie la tâche de « curieusement enquerir et viseter pluseurs volumes tant en latin comme en françois [...] pour les assembler en ung livre ». Il se fonde notamment sur des chansons de geste, les textes du Pseudo-Turpin et les Grandes Chroniques de France.
  - David Aubert, Chroniques et Conquestes de Charlemaine, publiées par Robert Guiette ; Bruxelles, deux tomes, 1940-1951.

- L'Histoire de Charles Martel et de ses successeurs est un texte anonyme de 1448, transcrit entre 1463 et 1465 par David Aubert et augmenté d'un abrégé du texte de Girard de Roussillon de Jean Wauquelin.

On peut citer par ailleurs des traductions ou adaptations :
- Les Visions du chevalier Tondal, en 1475, tirée de la Visio Tnugdali du moine Marcus, enluminé par Simon Marmion
- La Vision de l'âme de Guy de Thurno, même année, Getty Center, Ms.31
- La Consolation de la philosophie de Boèce, 1476, bibliothèque de l'Université d'Iéna, El fol 85
- Traités moraux et religieux, enluminés par le Maître des Traités de morale, vers 1475-1479, Bibliothèque royale de Belgique, Ms.9030-37
- David Aubert, Guerin le Loherain, éd. par Valérie Naudet ; Aix-en-Provence, Publications de l’Université de Provence, 2005, 503 p.
- Chroniques de Flandre (1477).

## Commanditaire
David Aubert en tant qu'auteur, a profité des commandes de Philippe le Bon (1396-1467), fils de Jean sans Peur, qui l'a employé comme "escrivain". D'autres auteurs ou traducteurs (on parlait de translateurs à l'époque) ont pu profiter de telles situations. À titre d'exemple, on peut compter Georges Chastelain, écuyer à la cour de Bourgogne, puis conseiller, Jean Miélot, ou encore Jean Wauquelin qui ont traduit de nombreuses œuvres, ou encore Mathieu d'Escouchy, auteur d'une chronique. 

Charles le Téméraire (1433-1477), fils de Philippe le Bon, a employé comme chroniqueurs Jean Molinet, Georges Chastelain et Philippe de Commynes.